# Мирин (село)
Мирин (укр. Мирин) — село в Велицкой сельской общине Ковельского района Волынской области Украины.
Код КОАТУУ — 0722184303. Население по переписи 2001 года составляет 115 человек. Почтовый индекс — 45080. Телефонный код — 3352. Занимает площадь 0,011 км².